# Love Mechanics
Love Mechanics (tiếng Thái: กลรักรุ่นพี่) là một bộ phim truyền hình Thái Lan phát sóng năm 2022 với sự tham gia của Anan Wong (Yin) và Wanarat Ratsameerat (War). Bộ phim được đạo diễn bởi Lit Phadung Samajarn và sản xuất bởi Studio WabiSabi và WeTV. Bộ phim được phát sóng vào thứ Bảy trên WeTV bắt đầu từ ngày 18 tháng 1 năm 2022 và dự kiến kết thúc vào ngày 13 tháng 8 năm 2022.

## Nội dung
Mark (Wanarat Ratsameerat) là một cậu sinh viên người có tình cảm với đàn anh của mình. Cậu quyết định thổ lộ tình cảm của mình với Bar nhưng đã bị từ chối. Đồng thời Vee (Anan Wong), bạn thân của Bar, cũng cố tình ngăn cản Mark đến với bạn thân của mình. Nhưng sau đó giữa Mark và Vee xảy ra vấn đề, Mark chọn cách giấu giếm và kết thúc nó. Nhưng ngược lại Vee lại không muốn kết thúc mối quan hệ này với Mark, mặc dù anh đã có bạn gái.

## Diễn viên

### Diễn viên chính
- Anan Wong (Yin) vai Vee
- Wanarat Ratsameerat (War) vai Mark

### Diễn viên phụ
- Krittawat Suwanich (Toosafe) vai Thewpai
- Ratchapat Worrasarn (Prom) vai Nuea

Bạn học của Vee người có cảm tình với Mark.
- Veerinsara Tangkitsuvanich (Perth) vai Ploy

Bạn gái của Vee.
- Rueangritz Siriphanit (Ritz) vai Pack
- Ratchapong Anomakiti (Poppy) vai Ton
- Patsapon Jansuppakitkun (Bever) vai James
- Supitcha Limsommut (Ormsin) vai Yiwaa
- Wongrapee Krusong (Aomsin) vai Pond
- Thammasiri Umpujh (Frong) vai Wind
- Natthapat Chanchaisombat (Boom) vai Fuse
- Thanakom Minthananan (Win) vai Kamphan
- Saran Naksodsi vai Lee
- Prat Itthichaicharoen vai Kla
- Thamrong Cunpisut (Pharaoh) vai Tee
- Liewrakolan Pongsatorn (Got) vai Bar

Đàn anh mà Mark tỏ tình.
- Nathadej Pititranun (Jeff) vai Gun Tossakan
- Nadol Lamprasert (Bonz) vai Yoo